# Tôi vào đời
Tôi vào đời là một bộ phim điện ảnh truyền hình được thực hiện bởi Hãng phim Truyền hình Thành phố Hồ Chí Minh, Đài Truyền hình Thành phố Hồ Chí Minh do Nguyễn Quốc Hưng làm đạo diễn. Phim chuyển thể từ truyện ngắn Vào Đời của nhà văn Tiến Đạt. Phim phát sóng lần đầu vào năm 2000 trên kênh HTV9.

## Nội dung
Tôi vào đời xoay quanh Đạt (Tạ Ngọc Bảo) – một cậu thanh niên từ quê nghèo Quảng Ngãi vào Thành phố Hồ Chí Minh để ôn thi đại học và kiếm sống bằng nghề lái xe ôm. Lấy khung cảnh là một khu xóm lao động nhàm chán, lặp lại, nhưng khát khao hạnh phúc của những con người cùng khổ ấy cũng đã từ đó bật lên, mỗi lúc một mãnh liệt hơn: Bà cụ già vì không chồng con đã đi từ bệnh viện nhi tới trường mẫu giáo, từ chỗ nhìn ngắm, ẵm bồng các em bé đến chỗ thuê người vẽ hình con trai, quyết nhận Đạt làm con nuôi; Chị bán chuột từ chỗ trắng tay vì ông chồng nát rượu, phải mang bầu thuê tới chỗ dũng cảm giữ lại đứa con cho mình; Cô gái điếm từ chỗ trơ tráo, mời gọi đến chỗ quyết liệt giữ lấy những tình cảm tốt đẹp, v.v.. tất cả những tình huống đó tuy không quá gai góc nhưng lại mang đầy tính triết lý cho những người trẻ tuổi trước khi họ bước chân vào cuộc đời đầy bon chen và cạm bẫy, và cũng cho mọi người thấy rằng chúng ta hãy tôn trọng bất kể ai vì trong tim họ vẫn còn những điều tốt đẹp dù cho họ có làm gì xấu xa...

## Diễn viên
- Tạ Ngọc Bảo trong vai Đạt
- Tiểu Phụng trong vai Hồng
- Yến Chi trong vai Thùy[3]
- Bà Năm Cần Thơ trong vai Bà Tư Phước
- Công Ninh trong vai Tiến
- Thùy Trang trong vai Thúy
- Nguyễn Quốc Thịnh trong vai Tên cướp xe[4]
- Hoàng Nhân trong vai Họa sĩ
- Bà Huỳnh Thị Trơn trong vai Bà mẹ Tư

Và một số diễn viên khác...

## Giải thưởng
- Huy chương vàng Liên hoan Truyền hình toàn quốc năm 2000[5]